# Iron Ore Company of Canada
Iron Ore Company of Canada (Айрон ор Компані ов Кенеда) — гірничодобувна компанія, заснована у 1949 в штаті Делавер (США). Належить до групи американських і канадських компаній.
Видобуває залізну руду в Канаді: родовища Шеффервіль (запаси заліз. руди 400 млн т) та Керол-Лейк (1000 млн т). Видобуток руди — відкритим способом. Компанія має також збагачувальні фабрики.
Компанія належить консорціуму, що включає корпорації Rio Tinto та Mitsubishi.
З 1977 до 1983 рр. президентом компанії був Мартін Браян Малруні, що служив прем'єр-міністром Канади у 1984—1993 рр.